# Csong Dzsinszon
Csong Dzsinszon (hangul: 정진선, handzsa: 鄭鎭善, RR: Jung Jin-seon; Szöul, 1984. január 24. –) világbajnoki ezüstérmes, olimpiai bronzérmes dél-koreai párbajtőrvívó.